# Dun Na H’airde

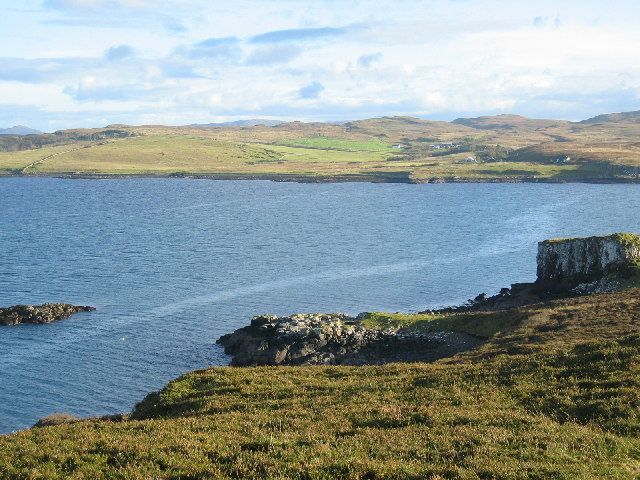
Dun Na H’airde – ganz rechts

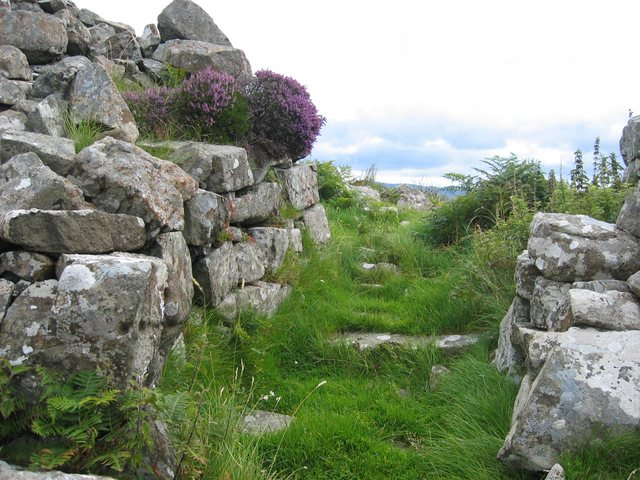
Zugang zum Dun Na H’airde

Dun Na H’airde ist ein Promontory Fort (Form des Abschnittswalls) auf einem markanten etwa 45,0 m hohen Felsen, 600 m von „Greshornish Point“ im Loch Greshornish auf der Südostseite der Greshornish-Halbinsel auf der Insel Skye in der Council Area Highland in Schottland.
Das Dun zeigt Belege für zwei Konstruktionsphasen. In der früheren Phase trennt eine einzige 2,7 m dicke Mauer auf der durch einen schmalen Hals mit dem Land verbundenen Westseite das Fort ab und umfasst eine schräge Fläche etwa 45 × 23 m (0,1 ha). Der Zugang im Westen war 1,7 m breit.
In der zweiten Phase wurde der Zugang durch Einsetzen eines Mauerblocks mit einem inneren Einstiegsstein und dem Bodenbelag, der derzeit den Boden bildet, auf 1,0 m Breite reduziert. Nördlich des Zugangs wurde die Wanddicke auf 3,3 m erhöht.
Das Innere wurde in einen oberen Hof im Norden und einen im Süden durch eine 2,3 m dicke Mauer geteilt, die gesehen unmittelbar südlich des Zugangs auf die Innenseite der Außenmauer stieß. Ein Durchgang durch die Trennwand verbindet die beiden Höfe, von denen der obere etwa 26 × 23 m misst und einen mit Steinen ausgekleideten Brunnen enthält. Das einzige anderen Merkmal, das im Inneren sichtbar ist, ist eine niedrige Steinbank im Oberhof.